# Ugo Rellini
Ugo Alberto Rellini (Firenze, 10 agosto 1870 – Roma, 15 giugno 1943) è stato un etnologo e paleontologo italiano studioso della preistoria italiana.

## Biografia
Nacque a Firenze da Oreste e dalla contessa Caterina Rimbotti. Si laureò all'università di Bologna nella facoltà di scienze naturali il 1º luglio 1893 con Giovanni Capellini.
Nei primi anni '20, unitamente all'archeologo Italo Sgobbo, fu lo scopritore del villaggio preistorico de La Starza (Ariano Irpino), uno dei principali giacimenti neolitici dell'Italia meridionale.
Fu dal 1923 condirettore, e poi direttore, del Bullettino di Paletnologia Italiana. Fondò e diresse il Museo delle Origini annesso all'Istituto di Paletnologia.
Nel 1924 Rellini diventò libero docente di paletnologia presso l’Università di Roma, cattedra che era rimasta vacante dopo il pensionamento di Luigi Pigorini nel 1922.
Nel 1937 Rellini iniziò la collaborazione con l’Enciclopedia Italiana, e l’Istituto italiano di paleontologia umana (IIPU), fondato a Firenze dieci anni prima.
Dopo una episodica collaborazione con la rivista La difesa della razza, il 29 ottobre 1940 andò in pensione per raggiunti limiti di età e lasciò la cattedra di paletnologia nell'università di Roma.
Dopo aver sofferto negli ultimi decenni della propria vita di un forte stato depressivo e altri gravi disturbi neurologici, il 15 giugno 1943 Rellini si tolse la vita nel suo appartamento di Via Col della Porretta 3, nel quartiere romano di Monte Sacro.

## Opere (principali)
- L'eta della pietra sulla Maiella, Tip. Federale, Parma 1914;
- Aggiunte alla fauna pleistocenica italiana: comunicazione preventiva, Società Tip. Modenese, Modena 1916;
- Scoperte e problemi paletnologici nella Lucania occidentale, Soc. Tip. Modenese, Modena 1916;
- Cavernette e ripari preistorici nell'agro Falisco, R. Accademia dei Lincei, Roma 1920;
- Miniere e forni preistorici, presso la sede della società, Roma 1922;
- Scavi preistorici a Serra d'Alto, Giovanni Bardi, Roma 1925;
- Geografia e geologia, L. Cappelli, Bologna 1928;
- Svolgimento e lacune della preistoria d'Italia, Società romana di antropologia, Roma 1929;
- Rapporto preliminare sulle ricerche paleo-etnologiche condotte sul promontorio del Gargano, in Bull. Palet. Ital., l-li, 1930-31;
- Le stazioni enee delle Marche di fase seriore e la civiltà italica, Mon. Ant. Lincei, vol. xxxiv, 1932;
- La civiltà enea in Italia, in Bull. Palet. Ital., liii, 1933: liv, 1934;
- Secondo rapporto preliminare sulle ricerche preistoriche condotte sul promontorio del Gargano, in Bull. Palet. Ital., liv, 1934;
- La più antica ceramica dipinta in Italia, Roma 1934.|